# Пескьера-Борромео
Пескьера-Борромео (итал. Peschiera Borromeo) — город в Италии, в провинции Милан области Ломбардия.
Население составляет 22 515 человек, плотность населения составляет 978 чел./км². Занимает площадь 23 км². Почтовый индекс — 20068. Телефонный код — 02.
Покровителем населённого пункта считается святой Карло Борромео.